# Je suis bien
Singles de Daniel Balavoine
Ma musique et mon patois
(1977) Le Chanteur
(1978)
Je suis bien est une chanson de Daniel Balavoine, sortie en 1978. 
Cette chanson sortie en 45 tours, tout comme la face B du single Le français est une langue qui résonne, n'appartient à aucun album. La face B reprend un thème déjà abordé sur le 45 tours précédent, Ma musique et mon patois, la défense de la langue française face à la prédominance de l'anglais dans la variété.
Sorti début 1978 après le succès d'estime de Lady Marlène, Je suis bien a connu un petit succès en se positionnant dans les dernières places du hit-parade de RTL en octobre 1978 grâce au succès en devenir du Chanteur et a permis à l'artiste de passer dans des émissions de télévision. Ne figurant sur aucun album studio de Balavoine, qui l'a malgré tout repris lors de son passage à l'Olympia en 1981, Je suis bien apparaît dans certaines compilations de l'artiste et figure sur le troisième CD du longbox de Balavoine sans frontières, contenant la face B du single et l'album Le Chanteur.